# Энтерпрайз-центр
«Энтерпрайз-центр» (англ. Enterprise Center, в прошлом «Скоттрейд-центр», «Киль-центр» и «Саввис-центр») — спортивная арена, расположенная в Сент-Луисе, Миссури. Открыта в 1994 году и является домашней ареной для команды «Сент-Луис Блюз» из Национальной хоккейной лиги. Арена считается одной из самых шумных в НХЛ из-за нескольких факторов, включая 9 секундную сирену, которая включается после каждого забитого гола «Блюз», которая сопровождается исполнением на органе «When the Saints Go Marching In».
Кроме хоккейных игр, на арене проходят шоу рестлинга, концерты, ледовые шоу, семейные праздники и другие мероприятия. Ежегодно «Скоттрэйд-центр» принимает примерно 175 мероприятий. В первой четверти 2006 года арена была на втором месте в США и на 4 в мире по продажам билетов. Pollstar поставил арену в десятку лучших по продажам билетов на неспортивные мероприятия.
В 2007 году во время Missouri Valley Conference Tournament арена дважды собирала рекордное количество посетителей — 22 612.

## События

### Рестлинг
- No Mercy (2001)
- Survivor Series (1998)
- Raw is Owen
- Badd Blood: In Your House
- Judgment Day (2007)
- Elimination Chamber (2010)
- Royal Rumble (2012)
- Raw 1000[1]
- Extreme Rules (2013)[2]
- Survivor Series (2014)
- Battleground (2015)
- Money in the Bank (2017)[3]